# Stephanorrhina adelpha
Stephanorrhina adelpha är en skalbaggsart som beskrevs av Hermann Julius Kolbe 1897. Stephanorrhina adelpha ingår i släktet Stephanorrhina och familjen Cetoniidae. Utöver nominatformen finns också underarten S. a. molleti.